# Scelolyperus nigrocyaneus
Scelolyperus nigrocyaneus är en skalbaggsart som först beskrevs av J. L. Leconte 1879.  Scelolyperus nigrocyaneus ingår i släktet Scelolyperus och familjen bladbaggar. Inga underarter finns listade i Catalogue of Life.